# 키미 래이쾨넨

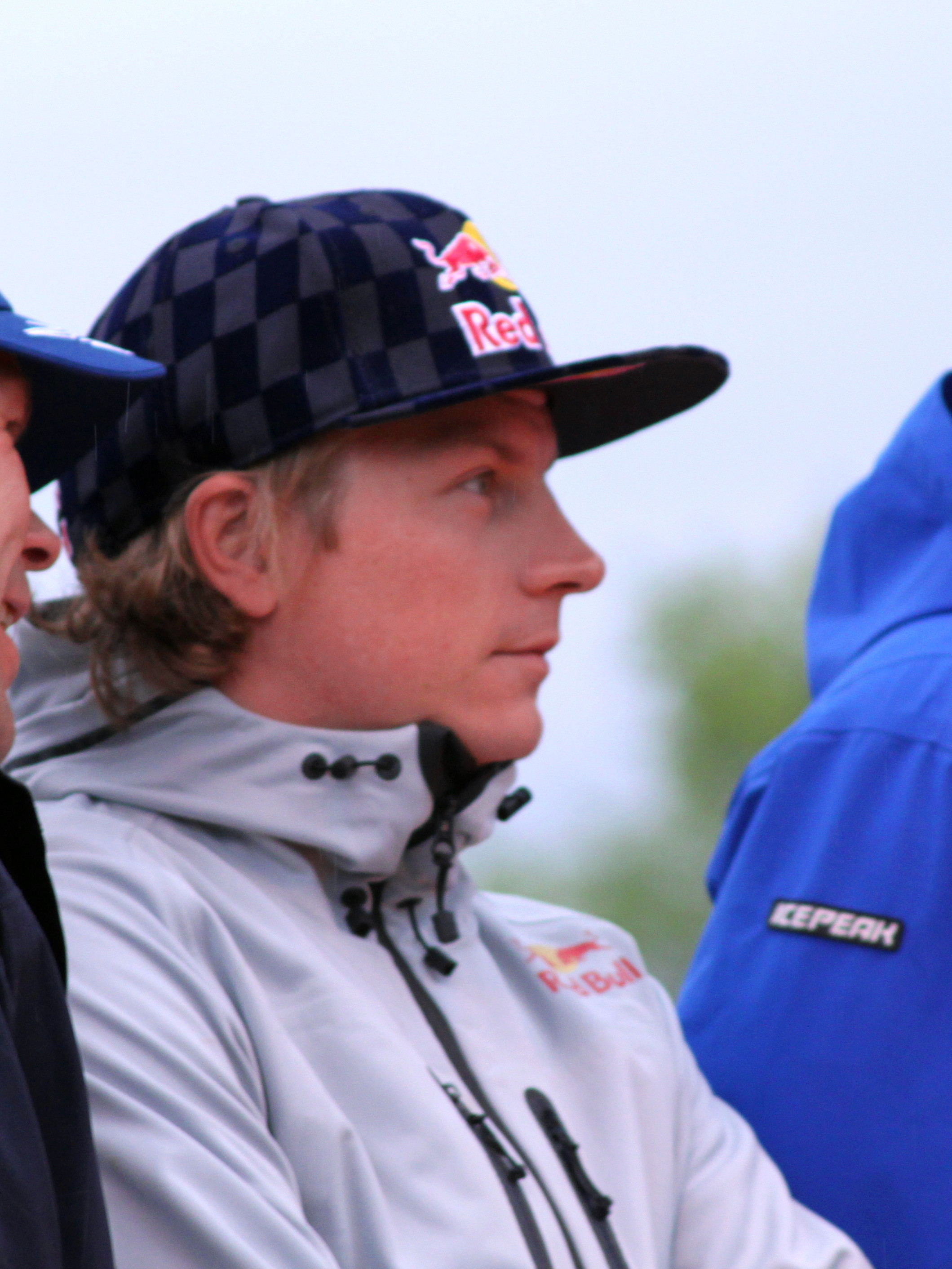
2010 랠리 불가리아의 키미 래이쾨넨

키미 래이쾨넨(핀란드어: Kimi Räikkönen, 1979년 10월 17일~ )은 핀란드 출신 카레이서이다. 별명은 아이스맨(Iceman)이다. 그는 2020 시즌까지 포뮬러 원에서 18시즌 동안 출전했으며 2007년 포뮬러 원 월드챔피언십에서 월드 챔피언이 되었다. 2009년을 끝으로 포뮬러 원을 떠나 세계 랠리 선수권 대회에 참가하였다가 2012년부터 로터스 팀으로 포뮬러 원에 복귀하였다.
래이쾨넨은 2001년 자우버 (Sauber-Petronas) 팀의 레귤러 드라이버로 포뮬러 원을 시작하였다. 그는 전에 오픈휠 카테고리의 매우 낮은 단계에서만 레이싱 경력이 있을 뿐이어서, 팀 보스인 피터 자우버 (Peter Sauber) 가 키미의 레이싱 능력을 약속한 후에야 국제 자동차 연맹이 키미의 슈퍼 라이센스를 발급해 주었다. 2002년에 맥라렌 (McLaren Mercedes)팀에 합류하였고, 2003년과 2005년에는 각각 미하엘 슈마허 (Michael Schumacher)와 페르난도 알론소 (Fernando Alonso)와 함께 마지막까지 챔피언 경쟁을 벌이기도 했다. 키미의 2003년과 2005년 시즌은 불안정한 맥라렌의 머신으로 인해 좋은 결과를 내지 못했다.
그는 2007년 페라리로 이적하였다. 그리고 연간 약 5천 1백만 달러로 추정되는 금액을 받는 모터 스포츠에서 가장 많은 돈을 받는 드라이버가 되었다. 결과적으로 페라리로의 이적은 당시 맥라렌 드라이버인 루이스 해밀턴 (Lewis Hamilton)과 페르난도 알론소 (Fernando Alonso)를 이기고 첫 포뮬러 원 월드 드라이버 챔피언십을 가져갈 수 있게 하였다. 2008년에는 10개의 기록으로 DHL Fastest Lap 어워드를 2년 연속 가져갔다. 페라리에서 한 시즌을 더 보낸 후, 키미는 페라리와 F1을 떠나 2010시즌에 월드 랠리 챔피언십에 참가하였다. 그는 시트로엥 주니어 팀 (Citroen Junior Team)에서 시트로엥 C4 WRC를 몰았다. 랠리와 함께 키미는 나스카 (NASCAR) 에도 관심을 보여, Camping World Truck Series 부문에서 Kyle Busch Motorsports 팀으로 데뷔하였다.
그는 그의 별명인 '아이스맨'이 나타내듯이 레이싱 커리어 뿐만 아니라 일상 생활에서도 매우 차분하고 쿨한 성격으로 알려져 있다. 그는 자신의 별명을 왼쪽 팔목 밑에 문신으로 새겼고 헬멧 디자인에도 포함시킨다.
2008년, 그는 페르난도 알론소와 함께 포브스지의 The Celebrity 100 list에 이름을 올린 두 드라이버 중 한 사람이 되었다. 이 해, 키미는 36번째로 이름을 올렸고, 그 전 해에는 41번 째였다. 같은 해 이 리스트에서 키미는 26번 째로 많은 돈을 버는 셀레브리티로, 그리고 5번 째로 많은 돈을 버는 스포츠 선수로 이름을 올렸으며 그의 뒤에는 타이거 우즈, 데이비드 베컴, 마이클 조던, 필 미켈슨이 있었다. 2009년 키미는 타이거 우즈 다음으로 세계에서 2번 째로 많은 돈을 버는 스포츠 선수로 등재되었다. 2011년 키미는 로터스와 2012년 시즌부터 2년 계약을 맺으며 포뮬러 원에 복귀하였고 포디엄 피니쉬 7회, 우승 1회를 기록하며 시즌 3위로 2012년 시즌을 성공리에 마무리하였다.

## 경력

### 초기 활동 (~2000년)
래이쾨넨은 10살부터 카트에서 성공적인 시간을 보냈다. 15살 때에는 처음으로 핀란드가 아닌 외국, 모나코에서 레이스를 했다. 레이스 도중, 스티어링 휠이 부서졌지만 그는 홈스트레이트에서 공중에 스티어링 휠이 미친 듯이 흔들리는 것으로 그의 메카닉에게 스티어링 휠의 파손을 알리며 경주를 이어갔다. 그의 두 번째 모나코 레이스는 기억에 남을 만한 것이었다. 그는 첫 랩의 충돌로 인해 방호책 너머 잘못된 길로 튕겨나갔지만 길이 끝날 때까지 계속해서 달렸다. 그 후에는 카트를 들어올려 트랙에 돌려 놓고 레이스를 계속했다. 그의 메카닉은 키미가 리타이어 할 것이라고 생각했지만 키미는 결국 다른 경쟁자를 추월하면서 3위로 경주를 마쳤다. 1998년 키미는 노르딕 카트 챔피언십 (Nordic Karting Championship at Varna in Norway)에서 우승을 한다. 1999년에 그는 유럽 포뮬러 슈퍼 A 챔피언십 (European Formula Super A Championship)에서 2위에 오른다. 같은 해, 그는 포뮬러 포드 유로 컵 (Formula Ford Euro Cup)에도 출전했다. 20살 때, 그는 브리티시 포뮬러 르노 (British Formula Renault)에서 그 해의 첫 4개의 경주에서 이기면서 윈터 시리즈에서 우승을 거둔다. 2000년, 그는 브리티시 포뮬러 르노 (Formula Renault UK Championship)에서 10번의 경주에서 7번 우승을 했다. 포뮬러 르노에서 두 시즌 동안(1999, 2000), 23번의 경주에서 13번을 이기면서 56%의 우승 확률을 기록했다.

### 포뮬러 원 (2001–2009)

#### 자우버(2001)
이러한 결과를 바탕으로, 피터 자우버 (Peter Sauber)는 이 핀란드인에게 2000년 9월 무젤로 서킷(Mugello Circuit)에서 자우버 포뮬러 원 팀의 테스트 기회를 주었다. 그 후 제레즈 서킷(Circuito Permanente de Jerez)과 바르셀로나의 카탈루냐 서킷(Circuit de Catalunya)에서의 후속 테스트를 거친 후, 자우버는 키미와 2001년 시즌의 계약을 맺었다. 그러나 몇몇 비판적인 (FIA의 회장인 맥스 모슬리(Max Mosley)를 포함한) 목소리들이 경험이 부족한 드라이버에게 F1의 Super Licence를 주는 것에 대한 우려를 표했다. 이 때 키미는 겨우 23번의 머신 레이스 경험을 갖고 있었다. 그럼에도 불구하고 키미는 라이센스를 취득하였고 2001년 호주 그랑프리에서 데뷔와 함께 챔피언십 포인트를 획득했다. 키미는 이 경기를 30분 앞두고 잠을 자고 있었다고 한다.
키미는 그의 실력을 보여주는 충분한 데뷔 시즌을 보냈다. 4번의 포인트 피니시를 했고 8위 안으로 경기를 마친 것이 8번이었다. 키미는 총 9 포인트를 획득하면서, 팀 메이트인 닉 하이트펠트(Nick Heidfeld)과 함께 자우버가 컨스트럭터 챔피언십에서 4위라는 당시 최고의 성적을 거둘 수 있도록 도왔다.

#### 맥라렌(2002–2006)
키미는 맥라렌의 론 데니스(Ron Dennis)의 팀으로 2002년의 시트를 확보한다. 더블 월드챔피언이자 멘토인 (그리고 핀란드 드라이버인) 미카 하키넨(Mika Häkkinen)이 떠나며 생긴 빈자리를 채우게 된다.

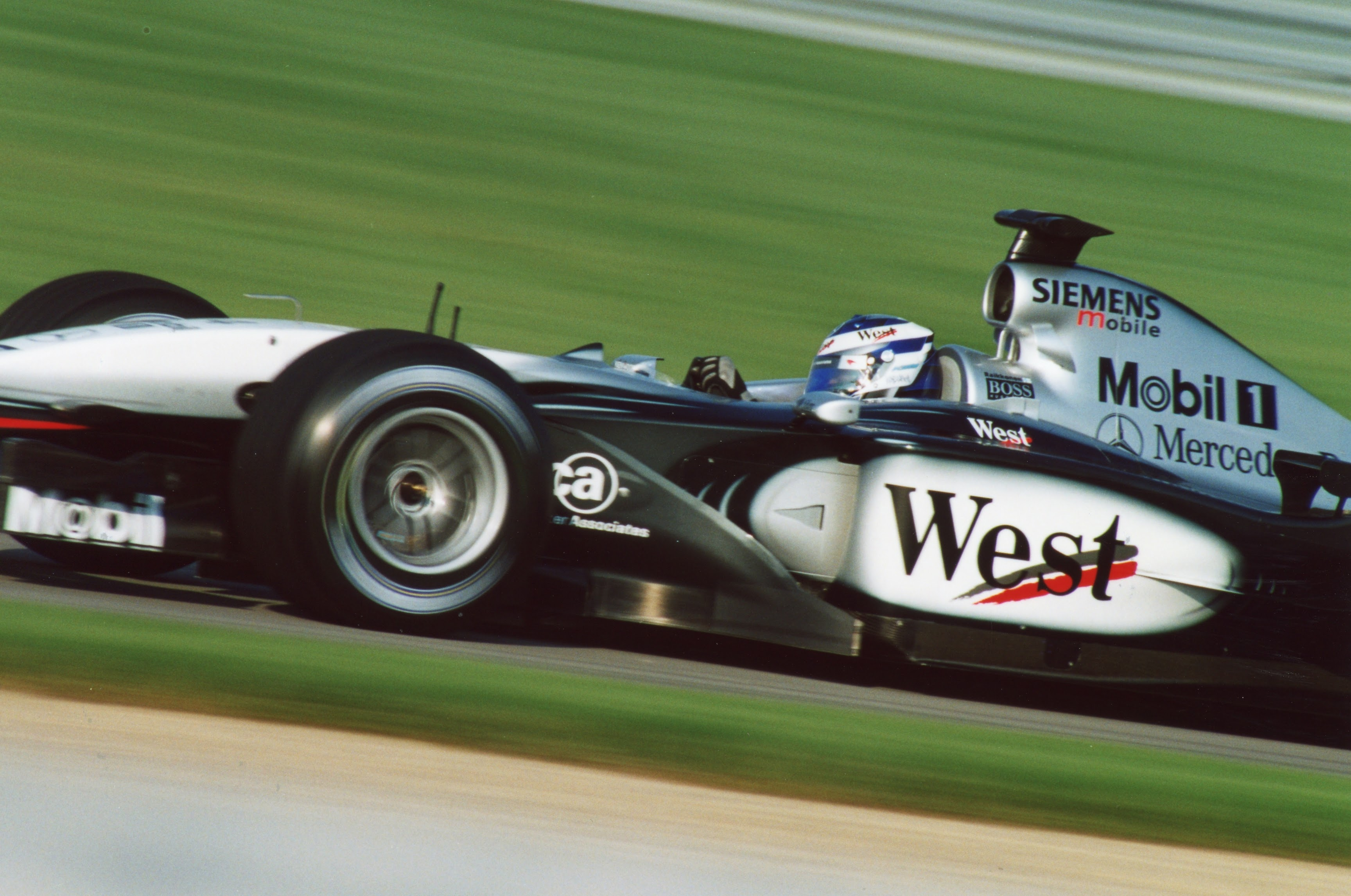
2002 미국 그랑프리에서의 키미 라이콰넨

##### 2002
키미는 맥라렌과 함께한 첫 대회인 2002년 호주 그랑프리에서 3위로 포디움에 오른다. 2002년에 맥라렌이 메르세데스 엔진 결함으로 인해 많은 어려움을 겪었음에도 불구하고, 키미는 24포인트를 획득했고 4번의 포디움에 올랐으며 팀메이트 데이비드 쿨싸드(David Coulthard)와의 대결에서도 우위에 섰다. 키미는 2002년 프랑스 그랑프리에서 자신의 첫 우승에 가깝게 갔지만 불과 5 랩만을 남겨둔 상태에서 토요타의 알란 맥니쉬(Allan McNish)의 엔진에서 흘러나온 기름을 밟고 미끄러지면서 미하엘 슈마허에게 우승을 내주고 만다. 이 경기에서 키미는 2위를 차지했다. 키미는 이 시즌을 팀메이트 바로 뒤인 6위로 마무리 했고, 맥라렌은 컨스트럭터 챔피언십에서 3위를 가져갔다.

##### 2003
호주에서 시즌이 시작되었고, 키미는 스패어카로 15위로 퀄리파잉 세션을 마친다. 레이스에서 키미는 머신 전자 시스템의 소프트웨어 결함으로 피트레인에서의 과속으로 페널티를 받기 전까지 선두를 유지했다. 키미는 미하엘 슈마허의 앞에서 3위로 레이스를 마친다. 말레이시아에서 키미는 7번 째 그리드에서 출발하여 그의 첫 우승을 거머쥔다. 다음 라운드인 브라질에서 키미는 레이스가 55번 째 랩에서 중지된 후 우승자로 발표되었다. 레이스 중단 시의 2 랩 전의 순서로 승자를 결정한다는 규칙에 의해서, 즉 53번 째 랩을 리드하고 있던 키미가 우승자로 결정되었다. 그러나 한 주 후, 지안카를로 피지켈라(Giancarlo Fisichella)가 레이스 중단 시점에 56 랩을 시작했다는 증거가 나왔고, 그리하여 54 랩의 순서로 우승자가 결정되게 되었다. 결국 브라질 그랑프리의 승자는 피지켈라가 되었고, 키미는 2위가 되었다.
다른 팀들이 머신을 향상시킴에 따라서, 여전히 2002년의 섀시를 사용하던 맥라렌은 속도에서 뒤쳐지기 시작했다. 그러나 키미는 이몰라에서 2위를 차지했다. 2003년 스페인 그랑프리에서는 퀄리파잉에서 실수를 해 마지막 그리드에서 레이스를 시작해야 했고, 레이스 시작 직후 키미는 라운치 컨트롤(launch control) 문제로 출발하지 못하고 있던 안토니오 피조니아(Antônio Pizzonia)와 충돌하여 리타이어하게 되었다.
다음 몇 번의 경기는 스피드 보다는 전략이 부각되었다. 엔진 문제를 안고, 키미는 오스트리아에서 루벤스 바리첼로(Rubens Barrichello)를 막아내며 2위에 올랐다. 모나코에서는 우승 코 앞까지 갔으나 후안 파블로 몬토야(Juan Pablo Montoya)에게 1초도 안되는 차이로 뒤쳐졌다. 2003년 캐나다 그랑프리에서는 퀄리파잉 도중 언더스티어로 사고가 난 후, 피트레인에서 레이스를 시작해 우승자 미하엘 슈마허에게 1분 이상 뒤쳐진 6위로 마친다.

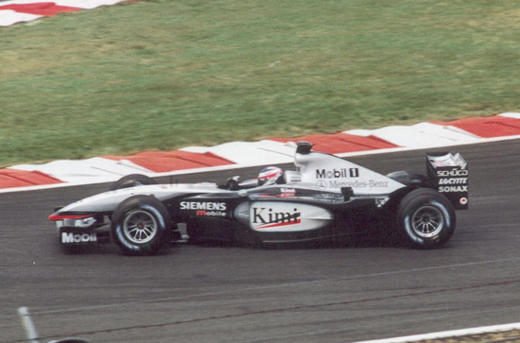
2003년 프랑스 그랑프리에서의 키미.

유럽 그랑프리에서 키미는 폴포지션을 잡았고 25 랩에서 엔진 문제가 일어나기 전까지 레이스를 앞서나가고 있었다. 챔피언십 라이벌인 미하엘 슈마허가 5위로 통과해 키미에게 총 4 포인트를 앞서게 되었다. 키미는 프랑스에서 슈마허에게 뒤진 4위로 들어왔지만 영국에서 3위를 차지하며 1포인트를 앞서게 된다. 키미는 2003년 독일 그랑프리에서 첫 번째 코너에서 랄프 슈마허(Ralf Schumacher)와 루벤스 바리첼로와 함께 사고에 휘말리며 레이스를 끝내지 못했다. 다음 레이스인 헝가리에서는 2위를 차지한다.
2003년 이탈리아 그랑프리가 열리기 전, FIA는 타이어 공급업체인 미쉘린(Michelin)의 타이어 트레드 너비에 대한 불법성에 대해 제보를 받게 된다. 미쉘린은 좁은 타이어를 공급하도록 시정명령을 받게 되었고 전 시즌 동안 브리지스톤(Bridgestone)을 능가하던 장점을 잃게 된 듯 보였다. 맥라렌은 MP4-18의 도입을 취소하고 구형 모델인 MP4-17D를 계속해서 사용해 보겠다고 발표하였다. 키미는 결국 이 경기를 4위로 마감하며 1위를 한 미하엘 슈마허에게 챔피언십 포인트를 5점 뒤지게 된다.
키미는 2003년 미국 그랑프리에서 폴포지션을 가져갔지만 2위로 레이스를 마감한 반면 미하엘 슈마허는 우승을 한다. 한 경기만을 남겨두고, 슈마허는 챔피언십 확보를 위해 단 1 포인트만을 남겨두게 되었다. 키미는 다음 경기를 이기고 슈마허가 포인트를 획득하지 못해야 챔피언십을 차지할 수 있었다. 일본에서 퀄리파잉을 8위로 마치고, 키미는 2위로 경기를 마쳤고, 미하엘 슈마허는 6번째 월드 챔피언십을 위한 1포인트를 획득하였다. 몬토야가 레이스에서 리타이어를 하면서 키미는 슈마허와 단 2포인트 차이로 챔피언십 2위를 차지하게 된다. 팀 역시 아쉽게 2위의 자리를 놓치고 윌리암스에 2 포인트, 페라리에게는 12 포인트 차이로 컨스트럭터 챔피언십 3위에 올랐다. 확률적으로, 윌리암스나 맥라렌도 마지막 레이스에서 챔피언십을 확보할 가능성이 있었다. 2003년 시즌은 최근 가장 치열했던 시즌 중 하나이다.

##### 2004

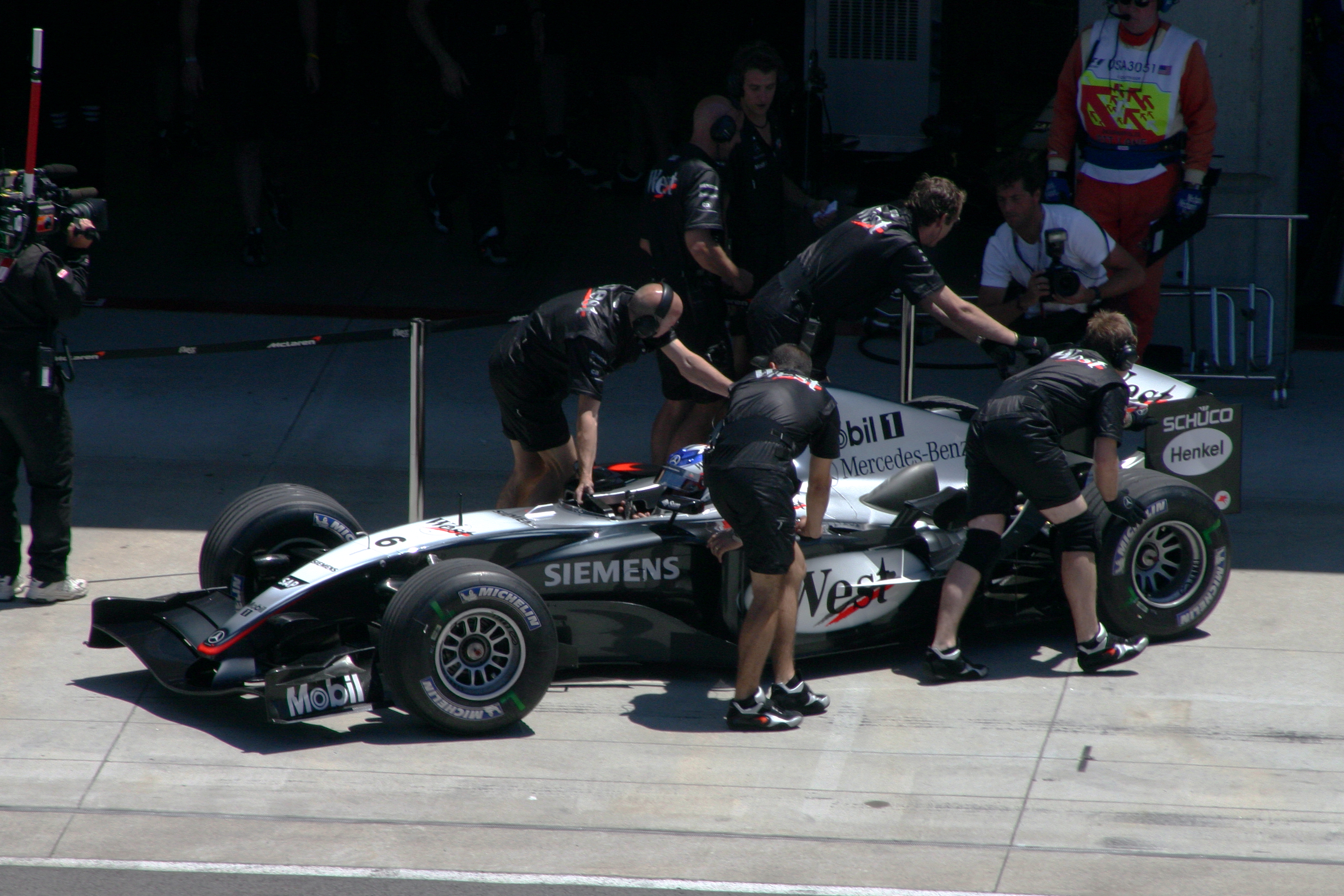
2004년 미국 그랑프리 퀄리파잉에서 맥라렌 메카닉이 키미의 MP4-19를 차고로 밀어 넣고 있다.

2004년 시즌을 키미는 일곱 번의 레이스 동안 단 1 포인트만을 획득하며 시작했다. 맥라렌 머신, 특히 메르세데스 엔진은 계속해서 고장이 났으며 일곱 번의 경주에서 오직 두 번의 레이스만을 완주할 수 있었다. 일곱 번 째 라운드 후 키미는 1 포인트 뿐이었으나, 미하엘 슈마허는 60 포인트를 획득했다. 캐나다에서 키미는 다섯번의 피트 스탑을 했으나, 윌리암스-BMWs와 토요타의 머신 두대가 실격되면서 5위로 경주를 마쳤다. 미국에서는 6위를 기록했다.
2004년 프랑스 그랑프리에서 맥라렌은 새 MP4-19B를 선보였다. 키미는 팀메이트 데이비드 쿨싸드를 이어 7위를 기록했다. 실버스톤에서는 폴포지션을 가져갔고 미하엘 슈마허 다음으로 들어와 2위를 차지한다. 좋은 기세를 타고, 맥라렌은 독일에서 그리드의 두 번 째 줄을 확보한다. 두 대의 머신은 모두 좋은 출발을 했지만, 키미는 13 랩에서 레이스를 리드하고 있던 미하엘 슈마허를 뒤따르다 리어 윙을 잃고 만다. 헝가리에서도 10번 그리드에서 출발해서 또 다시 13랩에서 리타이어를 한다. 벨기에에서는, 키미는 퀄리파잉을 10위로 마쳤지만 레이스의 11 랩에서 1위를 확보하고 이 시즌 동안 맥라렌의 유일한 우승을 가져간다. 또한 패스티스트 랩도 기록한다. 그 다음 주 몬짜에서, 키미는 또 다시 13 랩에서 리타이어 한다. 이번에는 전자 장비의 문제였다. 다음 경기인 2004년 중국 그랑프리에서는 우승자 루벤스 바리첼로에게 단 1.4초 뒤진 3위로 경기를 마친다.
2004년 일본 그랑프리에서 키미는 레이스의 첫 랩에서 펠리페 마사에게 추월을 당하고, 머신 조종 문제를 겪게 된다. 이 후 이 문제를 만회하면서 알론소에게 2.5초 뒤진 6위로 경기를 마친다. 시즌의 마지막 경기인 브라질 그랑프리에서 키미는 폴시터인 바리첼로를 턴03 태양의 커브(Curva De Sol)에 도착하기도 전에 추월한다. 키미는 이후 레이스를 리드하던 몬토야와 배틀을 벌였지만 1초 뒤진 2위로 들어온다. 키미는 45포인트로 6위인 야노 트룰리에게 단 한 포인트 뒤진 7위로 마무리 했으며 총 네 번의 포디움에 올랐다.
2004년 시즌의 아쉬움에도 불구하고, 키미는 여전히 BAR의 버튼, 르노의 알론소, 2005년 맥라렌의 팀메이트가 된 몬토야와 함께 이 스포츠에서의 떠오르는 스타임에는 분명했다. 많은 전문가들이 2005년에는 재정비된 팀이 트랙 위에서 멋진 배틀을 보여 줄 것이라고 예상했다. 키미는 또한 로스 브라운(Ross Brawn)과 장 토드(Jean Todt)에게서 페라리가 미래의 드라이버로 고려하고 있다는 말로 듣게 된다. 2004년 11월 초에 키미는 자신의 매니저 스티브 로버슨(Steve Robertson)과 함께 2005년 포뮬러 쓰리에 참가할 래이쾨넨 로버슨 레이싱(또는 더블 R)로 이름 지은 레이싱 팀을 만들 생각이라고 발표한다.

##### 2005

2005년 캐나다 그랑프리의 키미

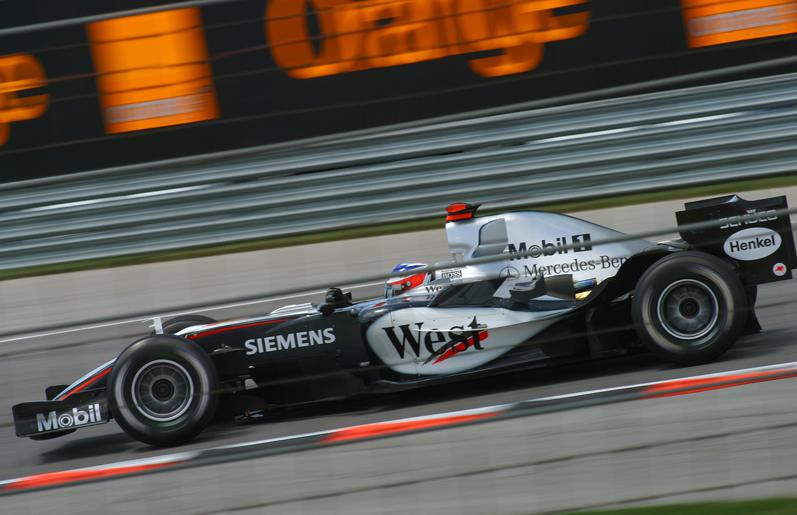
2005년 미국 그랑프리의 키미

키미의 2005년 시즌의 시작은 완벽하지 못했다. 미쉘린 타이어가 너무 부드러워서 그 결과 퀄리파잉 세션 후반에 경쟁할 만한 충분한 온도를 만들어 내지 못했다. 처음 세 번의 레이스에서 맥라렌 드라이버가 기록한 퀄리파잉 최고 기록은 6위였다. 키미는 시즌 첫 레이스인 호주 그랑프리에서 그리드에서 제대로 출발하지 못했고 1 포인트만을 획득했다. 말레이시아에서는 포디움을 바라보고 있었지만 타이어 밸브가 제대로 잠기지 않아 포인트 획득에 실패하게 된다. 바레인에서 르노의 페르난도 알론소와 토요타의 야노 트룰리에 이어서 3위로 시즌 첫 포디움에 올랐다.
키미는 이후 산마리노, 스페인, 모나코에서 세 번 연속으로 폴포지션을 획득한다.이몰라에서 우승이 확실시 되었으나 드라이브 쉐프트 결함으로 놓친다. 그러나 이 후 두 번의 레이스에서 우승하면서 알론소를 22 포인트 차로 쫓아갔다.바르셀로나에서는 스페인 출신의 알론소를 저지하며 안정적인 레이스로 우승했다. 그리고 몬테 카를로에서는 단 한 번도 리드를 빼앗기지 않으며 마틴(Meil Martin)의 탁월한 세이프티 카 전략으로 우승을 차지한다. 유럽 그랑프리에서 키미는 자크 빌뇌브와의 배틀 중에 오른쪽 프론트 타이어에서 플랫-스팟 현상이 발견되었다. (몇몇 해설가들은 빌뇌브에게도 키미에게 레이싱 라인을 주지 않았기 때문에 책임이 있다고 말한다.) 마지막 랩에서 선두를 지키고 있었지만 그에 따른 진동으로 키미의 서스펜션이 제대로 작동하지 못해 타이어 월에 충돌하게 되어, 키미는 라이벌 알론소에게 10 포인트를 건내주고 만다. 타이어를 교체했다면 비교적 안전하게 3 위를 차지할 수 있었을 것이다. 그러나 2005년에는 안정 상의 이유로 타이어를 오직 '펑쳐가 나거나 손상된' 경우에만 교환할 수 있는 규정이 있었다. 그리고 스튜어드들은 플랫-스팟 현상이 충분히 위험하다고 생각했던 선례도 없었다. 이 사고는 부분적으로 처벌 없이 플랫-스팟 현상이 일어난 타이어를 교환할 수 있도록 한 규정 해석을 이끌어 냈다.
알론소의 2005년 시즌에서 첫 중대한 실수로 캐나다를 키미에게 내주었다. 그 다음 주에 맥라렌을 포함한 미쉘린 타이어를 사용하는 모든 팀이 안전 상의 이유로 2005년 미국 그랑프리를 기권했다. 프랑스 그랑프리에서 키미는 금요일 연습 세션에서 망가진 메르세데스-벤츠 엔진을 교체하여 10 그리드 페널티를 받게 되었다. 키미는 론 데니스가 최고의 퀄리파잉 랩이라고 말하는 퀄리파잉 세션을 치뤄냈고 3위로 들어왔으나 페널티로 인해 13번 그리드에서 많은 양의 연료를 가지고 레이스를 시작하게 되었다. 그리고 페르난도 알론소 다음으로 2위로 레이스를 마친다. 한 주 후 영국 그랑프리에서 키미는 연료 누출로 또 한번 메르세데스 엔진 문제를 겪는다. 퀄리파잉 2위의 결과가 12위가 되고 만다. 레이스는 3위로 마친다.
독일 그랑프리에서 키미는 편안히 주말 동안을 지배했다. 그러나 유압계통의 문제로 승리와 10 포인트를 알론소에게 넘겨준다. 이번 시즌 동안 이기고 있는 중에 리타이어를 하게 된 것이 세 번째였다. 세 번의 사고는 모두 챔피언십 라이벌인 알론소에게 우승이 돌아갔다. 헝가리에서 맥라렌과 함께 하는 것이 편안하다고 말은 했지만, 키미는 안정성 문제가 해결되지 못하면 계약이 만료되는 2006년에는 맥라렌을 떠날 가능성이 있다고 이야기하였다. 뉴스 컨퍼런스에서 "우리는 머신의 신뢰성을 확실히 하기 위해서 좀 더 나은 방식으로 일할 필요가 있다."라고 말했다. 그러나 비록 맥라렌 팀메이트 몬토야는 앞서다가 드라이브쉐프트 문제로 리타이어 했지만, 키미는 미하엘 슈마허를 앞서서 체커기를 받으며 우승을 가져간다.
키미는 한 주 전 호켄하임에서의 이른 리타이어 때문에 퀄리파잉에서 먼지와 지저분함으로 악명높은 트랙을 먼저 달려야 하는 매우 불리한 퀄리파잉 포지션에서 헝가리 그랑프리의 승리를 일궈냈다. 그리고 키미는 2005년 터키 그랑프리의 첫 우승자가 된다. 이 주 후 이탈리아에서 엔진 교체로 10 그리드 페널티를 받으며 폴포지션을 빼앗긴다. 키미는 퀄리파잉에서 팀페이트 몬토야보다 5 랩 만큼, 알론소보다는 6 랩 만큼의 연료를 더 가지고 달렸음에도 그들보다 앞섰다. 레이스 도중, 키미는 왼쪽 리어 타이어가 갈라지는 현상으로 한 번의 핏트 스탑을 더 가져가야 했고 12위까지 떨여졌다. 순위를 회복했지만 지안카를로 피지켈라(Giancarlo Fisichella)를 쫓는 도중 무리한 나머지 머신이 스핀하고 말았다. 결국에는 4위로 레이스를 마친다.
스파에서 열린 2005년 벨기에 그랑프리에서 키미는 이 년 연속으로 우승을 차지한다. 그 다음 브라질 그랑프리에서 몬토야와 자신의 뒤로, 3위로 들어온 알론소가 드라이버 챔피언십을 확정하는 것을 지켜보았다. 스즈카 서킷에서의 시즌의 끝에서 두 번째 레이스에서 키미는 17번 그리드에서 시작하여(비와 키미의 엔진 문제로 퀄리파잉 그리드가 뒤섞였다) 시즌 일곱 번째 우승을 맛본다. 3번 그리드에서 출발해 레이스 대부분을 이끌었던 르노의 피지켈라를 마지막 랩에서 추월하면서 키미의 우승이 결정되었다. 포뮬러 원 저널리스트인 피터 윈저(Peter Windsor)는 레이스에서 가장 인상적인 움직임이라고 평했다.
키미는 F1 레이싱의 "올해의 드라이버" 상과 오토스포츠의 "올해의 세계적 레이싱 드라이버"상을 수상했다.

##### 2006

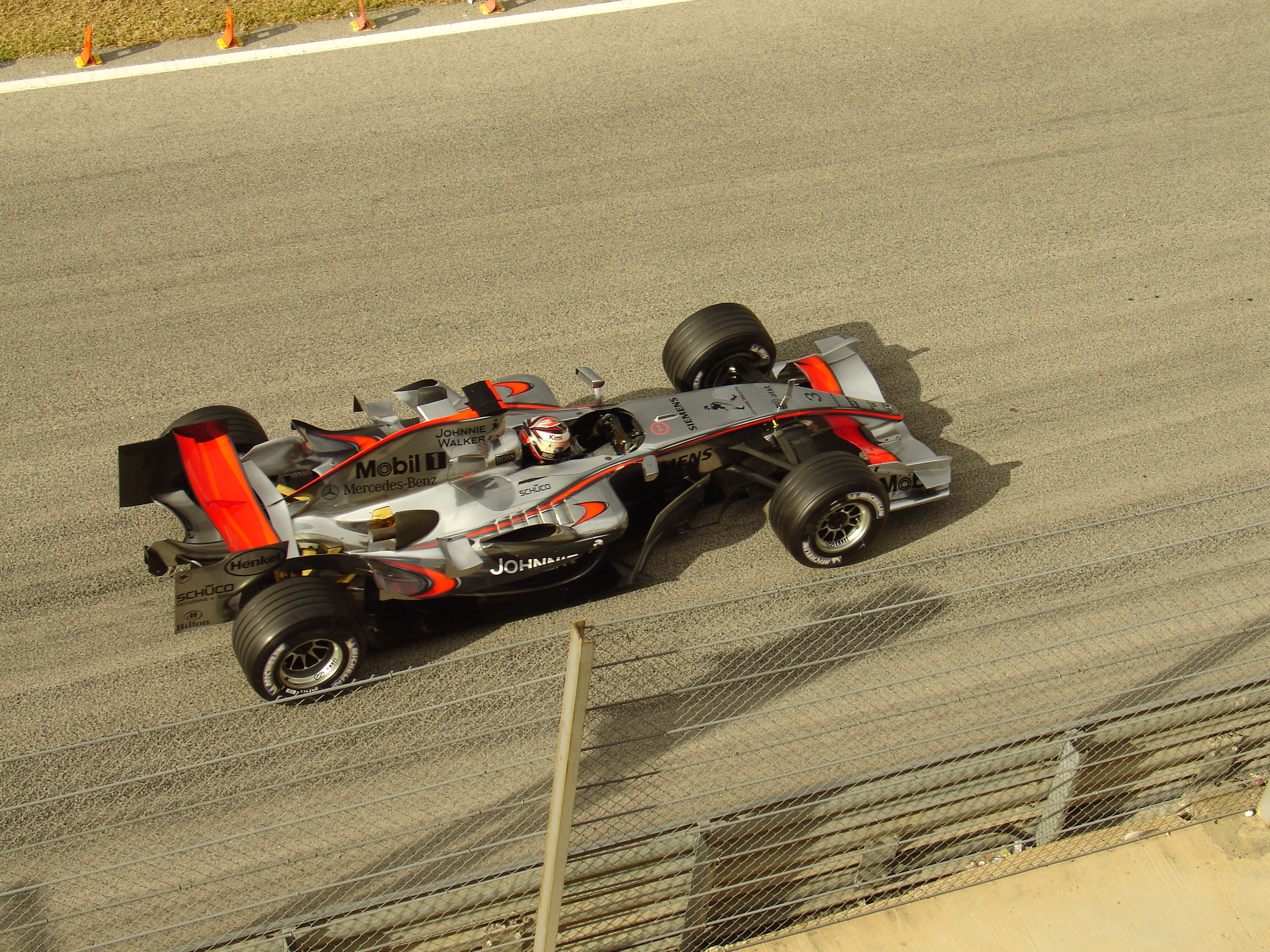
키미가 발렌시아 서킷에서 맥라렌을 위해 테스트를 하고 있다.

2006년 바레인 그랑프리에서 키미는 금요일 연습 세션에서 전자장비 문제와 퀄리파잉에서 리어 서스펜션의 파손으로 인해 22 번 그리드에서 출발할 수 밖에 없었다. 그럼에도 불구하고 엄청난 드라이빙을 해냈고 알론소와 미하엘 슈마허에 이어 3위로 경기를 마쳤다. 말레이시아에서는 뒤에서 달리던 레드불 레이싱의 크리스티안 클라인(Christian Klien)이 첫 랩에서 키미의 머신과 부딪혔다. 키미의 머신은 왼쪽 리어 서스펜션이 망가져 리타이어 하고 말았다.
르노에게 명백히 뒤진 채로 시즌을 시작한 맥라렌은 2006년 호주 그랑프리에서 발전의 모습을 보였다. 키미는 레이스 중반에 타이어의 플랫-스팟 현상이 일어나고 윙의 엔드 플레이트를 잃어 속도가 늦춰진 상황에서도 두 번째로 레이스를 마쳤다. 레이스 후반부에 알론소를 쫓으며 키미는 레이스 마지막 랩에서 패스티스트 랩을 기록했고 알론소와 단 1.8초 차이였다. 산마리노에서 잘못된 전략과 키미의 실수로 퀄리파잉을 8위로 마쳤고, 이는 맥라렌이 레이스 초반에 트래픽에 걸리면서 미하엘 슈마허와 알론소가 앞서게 되었다. 키미는 5위로 경기를 마쳤고, 팀메이트 몬토야는 3위였다. 맥라렌 팀 보스인 론 데니스(Ron Dennis)는 이 레이스에서 팀이 1, 2위를 차지하지 못한 팀의 실패를 키미의 부족한 성과 때문이라고 그를 비난했다.

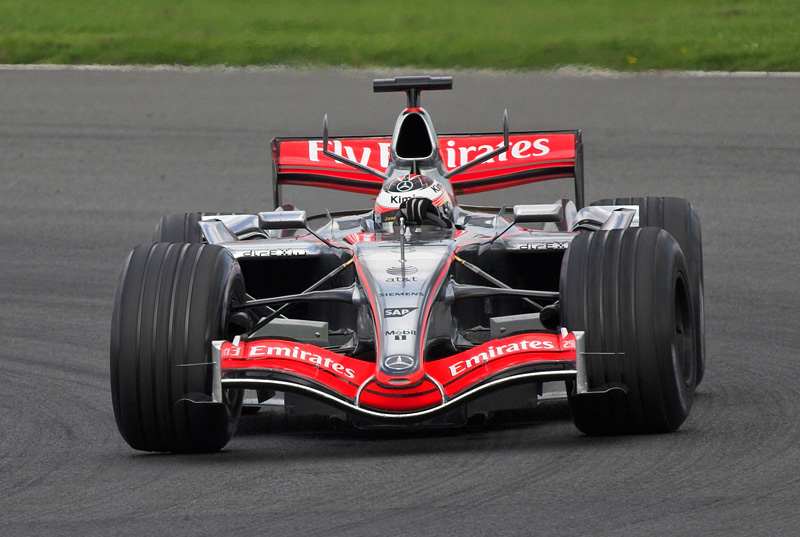
2006년 실버스톤에서 맥라렌 테스트를 하는 키미

스페인에서 키미는 9위로 퀄리파잉을 마쳤다. 그러나 레이스의 첫 랩에서 5위로 올라왔다. 그는 레이스 내내 자리를 지켰으며 5위로 경기를 마쳤다. 스페인 그랑프리 며칠 후 키미는 2006년 챔피언십에서 이길 가능성이 없다고 말한다. 모나코에서 키미는 3번 그리드에서 레이스를 시작한다. 레이스 도중 2위까지 올라 알론소와 페이스를 맞췄으나 역시 선두 다툼을 하고 있던 3위의 마크 웨버의 차량에서 연기가 나며 세이프티 카가 나온다. 키미와 알론소는 모두 피트인을 했고, 그 전에 피트인을 했던 키미는 더 많은 기름을 가지고 오래 달릴 수 있었으나 머신에서 연기가 나오며 엔진 문제로 리타이어 하고 만다. 리타이어 후 생방송 중계에서 헬멧을 들고 침착하게 항구 길가를 한참 걸어서 요트에 타는 모습이 방송되었다.
영국의 실퍼스톤에서 알론소와 미하엘 슈마허 사이의 2위로 퀄리파잉을 마친다. 알론소, 키미, 슈마허의 순으로 레이스가 계속되었으나 두 번째 피트스탑에서 슈마허가 키미를 앞선다. 그리고 키미는 3위로 레이스를 마친다. 캐나다에서 또 한번 포디움에 오른다. 미국 그랑프리에서 키미의 팀메이트 몬토야가 키미를 추돌하면서 총 일곱 대의 차가 사고에 휘말린다. 프랑스에서 퀄리파잉을 6위로 마쳤고, 팀메이트가 몬토야를 대신해 전 테스트 드라이버인 페드로 데 라 로사(Pedro de la Rosa)로 바뀌었다. 키미는 5위로 레이스를 마쳤다. 독일 그랑프리에서 폴 포지션을 잡았다. 젠슨 버튼과의 배틀 후 3위로 경기를 마친다. 키미의 포뮬러 원 커리어에서 처음으로 독일 그랑프리를 완주한 것이다. 헝가리에서 또 한 번 폴포지션을 잡았으나 25 랩 이후 비탄토니오 리우찌(Vitantonio Liuzzi)를 추돌하며 시즌 네 번째 리타이어를 하게 된다.
터키에서는 첫 번째 코너에서의 스콧 스피드(Scott Speed)와의 사고로 타이어가 터지고 서스펜션에 데미지를 입는다. 타이어 교환 후, 키미는 리어 그립을 잃고 턴04에서 배리어를 박으며 레이스를 끝낸다. 이탈리아에서 미하엘 슈마허와 천 분의 2초 차이로 폴포지션을 잡는다. 레이스 초반부를 이끌었으나 첫 번째 피트스탑에서 슈마허가 앞선다. 그리고 2위로 레이스를 마무리한다. 레이스 후 슈마허는 시즌을 마친 후 리타이어 할 것이라고 발표한다. 이 후 페라리는 2007년 시즌에 키미를 영입할 것이라고 발표했다.
2006년 중국 그랑프리에서 쓰로틀 문제로 또 다시 리타이어 한다. 일본과 브라질에서 모두 포디움을 놓친다. 키미는 맥라렌-메르세데스에서 마지막을 월드 드라이버 챔피언십에서 5위로, 월드 컨스트럭터 챔피언십에서 맥라렌은 3위로 우승 없는 한 해를 마무리했다.
키미의 포뮬러 쓰리팀인 래이쾨넨 로버슨 레이싱은 첫 번째 성공을 맛본다. 영국 드라이버인 마이크 콘웨이(Mike Conway)가 2006년 영국 포뮬러 쓰리 시즌의 타이틀과 유명한 마카오 그랑프리에서 우승한다.

#### 페라리 (2007–2009)
2006년 이탈리아 그랑프리이후, 페라리는 키미와 2007-2009년 시즌까지 3년 간의 계약을 발표했다. 키미는 새 팀으로의 변화가 매우 기쁘며 맥라렌에도 행운이 있기를 바란다고 말했다. 키미의 팀메이트는 브라질인 펠리페 마사(Felipe Massa)로 2006년부터 페라리와 함께한 드라이버다. 미하엘 슈마허의 은퇴와 페라리와의 새 계약으로, 키미는 연간 미국 달러 51M으로 F1에서 가장 많은 수익을 올리는 드라이버로 추정되었다.

##### 2007

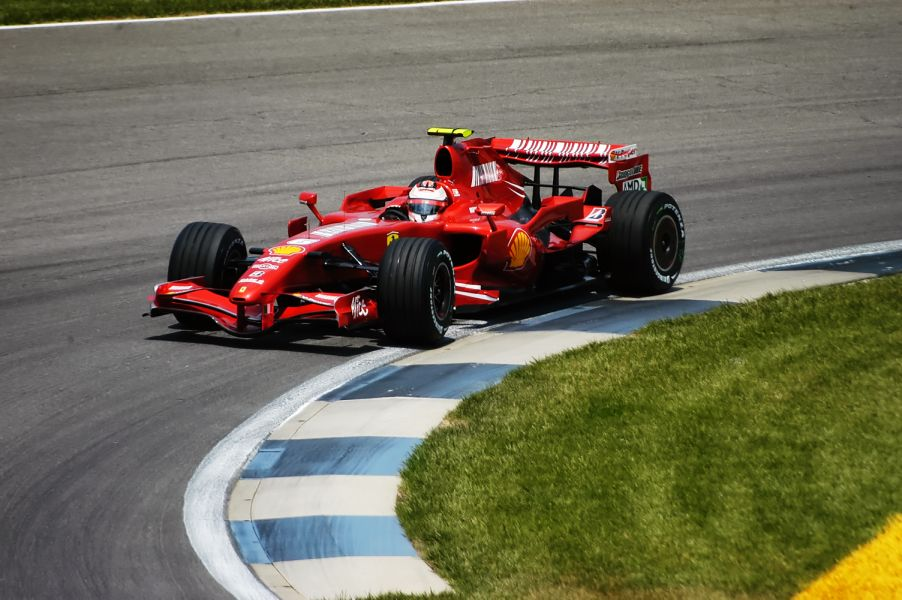
키미가 페라리팀에서 2007년 미국 그랑프리에서 경주하고 있다.

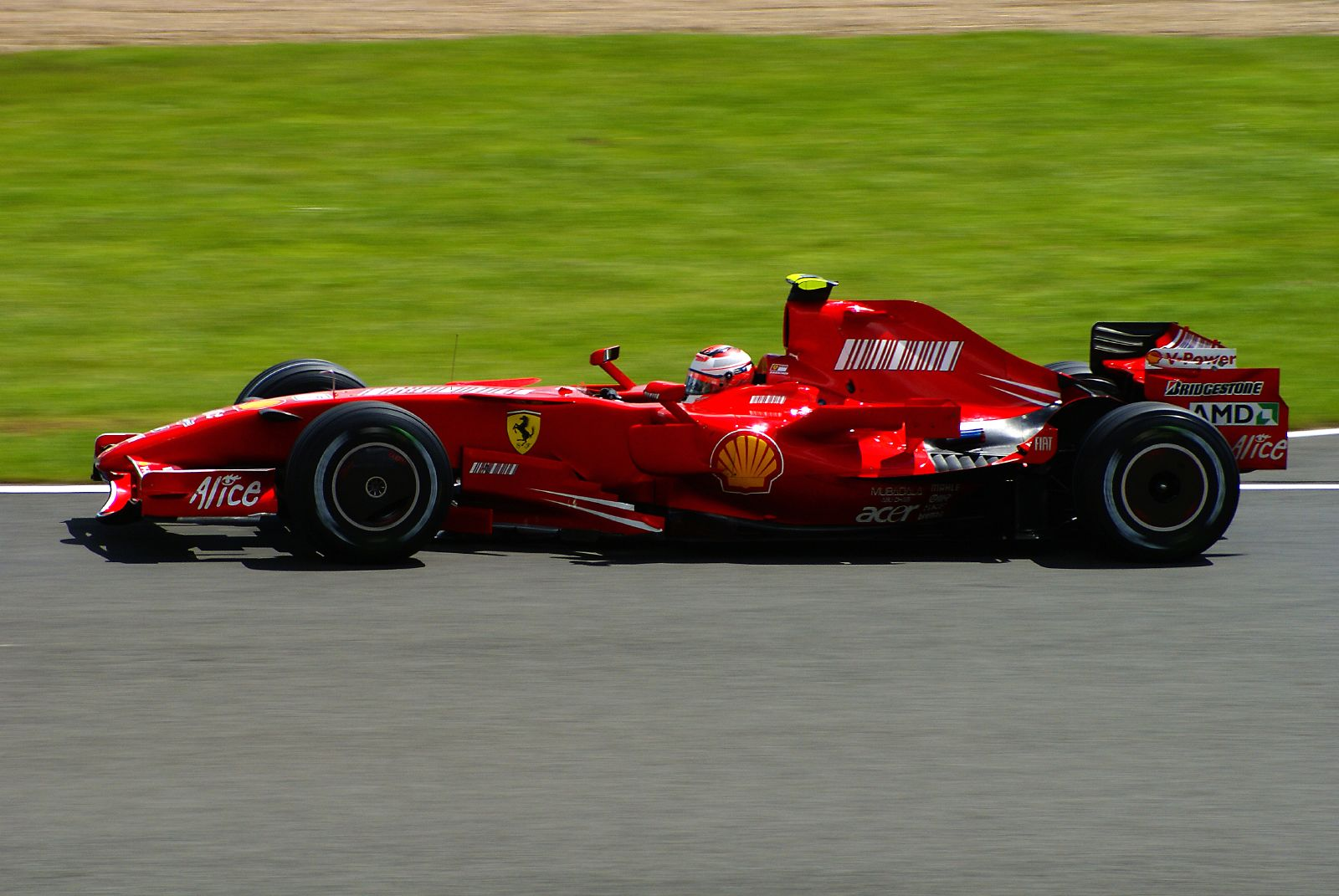
키미는 실버스톤에서 3위에 올랐다.

호주에서 폴포지션과 패스티스트 랩을 획득하며 시즌을 시작하였다. 키미는 1989년 나이젤 만셀 이후 페라리에서의 첫 그랑프리에서 승리한 첫 드라이버가 되었다. 그리고 커리어에서 처음으로 폴포지션, 패스티스트 랩, 레이스 우승이라는 헤트트릭을 달성했다.
2007년 말레이시아 그랑프리에서 키미는 루이스 해밀턴에게 추월 당한 후 레이스 내내 그의 뒤에 머물러 3위를 기록했다. 바레인에서 3위로 시작했지만 맥라렌의 알론소에게 추월당했다. 결국 알론소에게 다시 3위 자리를 빼앗아 레이스도 3위로 마무리했다. 스페인에서 키미는 10 랩 이후 전자 장비 문제로 리타이어한다. 리타이어로 챔피언십 경쟁에서 팀메이트 펠리페 마사에 이어 4위로 내려가게 된다. 모나코에서는 퀄리파잉 세션에서 배리어에 충돌해 오른쪽 프론트 서스펜션이 부러졌다. 16 그리드에서 출발해 8위로 레이스를 마쳤다.
캐나다에서 4 그리드에서 출발해 5위로 마친다. 키미의 팀 메이트 마사는 레이스를 끝내지 못한다. 미국 그랑프리에서 키미는 4 그리드에서 출발해 같은 순위로 경기를 마친다. 그리고 패스티스트 랩을 기록한다. 열 번의 레이스를 남겨두고 키미는 드라이버 챔피언십에서 1위 루이스 해밀턴과 26 포인트 차이를 보이고 있었다.
프랑스에서 키미는 3위로 퀄리파잉을 마쳤다. 레이스에서 첫 번째 코너에서 해밀턴을 추월했고 팀 메이트 마사에 이어 레이스 대부분을 2위로 달렸으나 마사의 피트스탑을 이용해 추월에 성공했고 시즌 두 번째 우승을 가져간다. 이 우승은 키미의 역대 F1 열 한번째 우승이었으며, 페라리에게는 2007 시즌의 첫 번째 1-2 윈이었다. 영국에서 키미는 마지막 코너에서 라인을 놓치면서 아쉽게 2 그리드를 확정지었다. 레이스에서는 알론소가 두 번째 피트스탑을 할 때 서킷을 지켰고 이 후 키미는 피트스탑 이후 알론소 앞으로 나오는 데 성공해 1위로 올라섰다. 그리고 마지막 랩까지 페르난도 알론소와 경쟁을 했지만 1위로 마무리했다. 해밀턴은 3위에 오르며 데뷔 첫 시즌에서 모든 경기를 포디움에서 마치고 있었다.
유럽 그랑프리에서 키미는 시즌 두 번째 폴 포지션을 잡았지만 많은 비 속에서 달리며 유압 계통에 문제가 생겨 리타이어 하고 말았다. 헝가리에서는 4위로 퀄리파잉을 마치고 알론소의 페널티로 3 그리드에서 레이스를 시작하였다. 레이스에서 닉 하이트펠트를 시작과 함께 추월했고 마지막까지 해밀턴을 압박하였으나 0.7초 차이로 2위에 머물렀다. 키미는 레이스 마지막 랩에서 패스티스트 랩을 달성했으며 레이스 후에 "해밀턴 뒤에서 너무 지루했고 내가 얼마나 빠른지 알아 보고 싶었다"라고 말했다. 터키 그랑프리에서 키미는 마지막 섹터에서의 실수로 폴을 놓쳐 3 그리드에서 출발하게 되었다. 레이스에서 첫 번째 코너에서 해밀턴을 추월하며 2위 자리에 올랐고 그대로 경기를 마쳤다.
몬짜에서 세 번째 연습 세션에서 키미는 아스카리 시케인 진입 전의 타이어 월에 충돌했다. 5위로 퀄리파잉을 마쳤고 목의 통증을 가지고 페라리의 스패어 카로 레이스에 나섰다. 페라리 팀은 흔치 않은 1 스탑 전략을 선택했고 해밀턴이 레이스 후반 새 타이어로 키미를 추월해 3위로 레이스를 마치게 되었다. 키미가 가장 좋아하는 서킷인 스파에서 폴 포지션을 다시 한 번 잡았고 시즌 네 번째 우승을 했다. 마사는 2위로 들어왔고 알론소, 해밀턴이 그 뒤를 이었다. 또한 이 우승은 키미의 3회 연속 스파에서의 우승이었다. 이로써 키미는 스파에서 3회 이상 우승한 드라이버로 다른 여섯 명의 드라이버 사이에 속하게 되었다. 

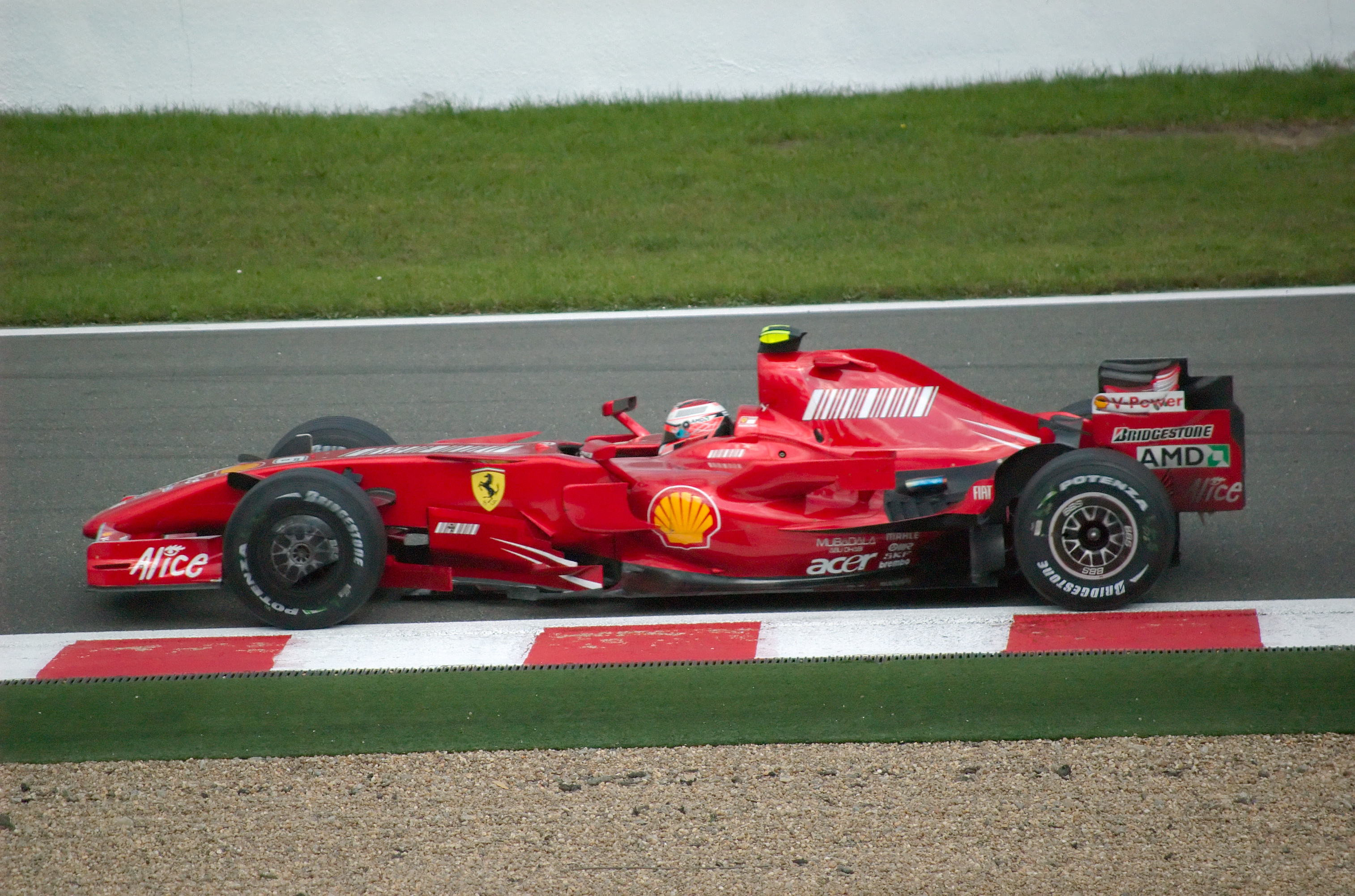
2007년 벨기에 그랑프리에서 시즌 네 번째 우승을 한 키미

일본의 새로운 트랙인 후지 스피드웨이(Fuji Speedway)에서, 키미는 3위로 퀄리파잉을 마쳤고 해밀턴이 폴, 알론소가 2위를 기록했다. 비가 굉장히 많이 오는 레이스가 펼쳐졌고 19 랩 동안 세이프티 카 뒤에서 경기가 진행되었다. 키미와 팀메이트 마사는 FIA가 페라리에게만 풀 웻 타이어를 착용할 것을 알려주지 않아 인터미디에이트 타이어로 시작해 타이어 교체를 위한 피트 스탑으로 맨 뒤로 쳐지게 되었다. 경기 후반부 키미는 3위까지 올랐으나 2위의 헤이키 코발라이넨을 추월하지 못했다. 우승은 해밀턴이 가져갔다.
상하이에서 열린 2007년 중국 그랑프리에서 키미는 연습 세션을 패스티스트 랩을 기록하며 지배했다. 퀄리파잉에서는 해밀턴이 적은 연료량으로 폴 포지션을 잡고 키미와 마사가 뒤를 이었다. 레이스가 시작할 무렵 가벼운 비가 떨어졌고 인터미디에이트 타이어로 경기를 시작했다. 첫 피트스탑이 이루어졌고 해밀턴은 타이어에 그레이닝이 일어나 그립을 잃었고 키미가 추월했다. 해밀턴은 핏레인의 그레이블로 미끄러져 리타이어 했다. 키미는 시즌 다섯 번째 우승을 가져갔고 시즌 마지막 경기를 앞두고 다시 월드 챔피언의 희망을 갖게 되었다. 또한 이 우승은 페라리의 포뮬러 원 역사 상 200 번째 레이스 우승이며 600 번째 포디움이었다. 키미는 드라이버 챔피언십에서 해밀턴과 알론소에게 각각 5와 3 포인트를 뒤지고 있었다. 1986년 이후 처음으로 3명의 드라이버가 챔피언십을 두고 시즌 마지막 레이스에서 다투게 되었다.

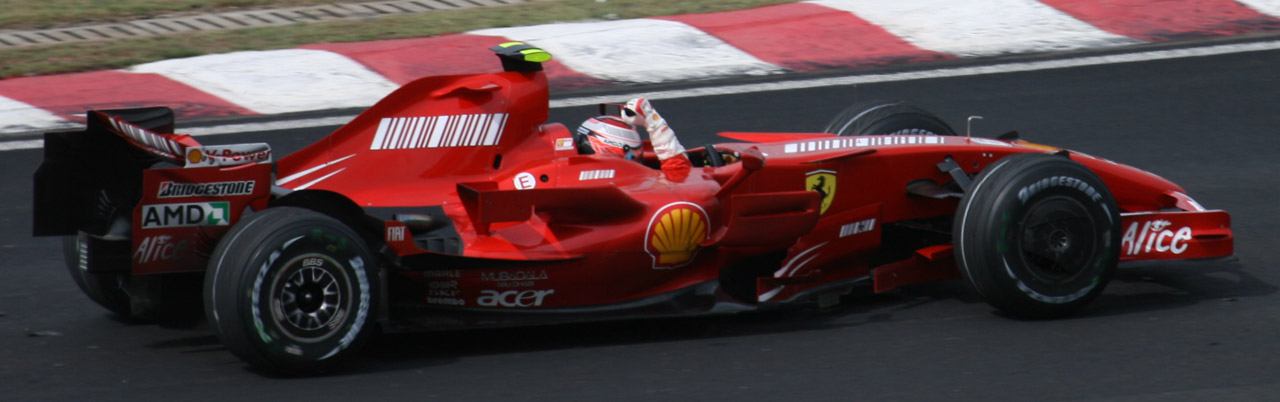
2007년 브라질 그랑프리에서 키미가 우승과 챔피언 타이틀을 축하하고 있다.

키미는 2007년 포뮬러 원 드라이버 타이틀을 브라질 인터라고스 서킷에서의 우승과 함께 가져왔다. 마사가 폴을 차지했고 그 뒤는 해밀턴, 키미, 알론소 순서였다. 레이스가 시작되고 키미는 해밀턴을 바깥 라인을 타며 추월했고 마사 뒤에 붙었다. 알론소는 잠시 후 해밀턴을 추월했다. 키미는 결국 일본에서 이미 드라이버 챔피언십 경쟁에서 탈락한 마사를 추월했고 피트스탑 전략으로 키미는 1위를 확실히 했다. 키미는 체커기를 제일 먼저 받았고 챔피언십 리더였던 해밀턴은 7위, 디펜딩 챔피언인 알론소는 3위로 경기를 마쳤다. 이 우승으로 키미는 알론소와 해밀턴에게 1 포인트 차로 타이틀을 거머쥐었다.
키미가 알론소와 해밀턴에게 1 포인트 앞섰고 가장 많은 우승을 했다. (맥라렌의 두 드라이버가 각각 네 번, 키미는 여섯 번의 우승을 했다.)
키미의 드라이버 챔피언십은 잠시동안 확정되지 못했다. 레이스 스튜어드가 니코 로즈버그, 로버트 쿠비차, 닉 하이트펠트의 연료 규정 위반 가능성을 조사하기 시작했기 때문이다. 이들의 실격과 순위의 조정은 해밀턴을 7위에서 4위로 올려줄 가능성이 있었다. 하지만 스튜어드는 아무런 제재도 가하지 않기로 결정했고 경기 결과는 그대로 남게 되었다. 맥라렌은 그 결정에 항의했으나 FIA의 항소 법원은 2007년 11월 16일 그들의 항소를 기각하고 키미의 챔피언을 확정지었다.

##### 2008
호주에서 기계적 문제로 15번 그리드에서 출발해 8위로 들어온 실망스런 시작 이후, 키미는 2008년 시즌의 첫 우승을 말레이시아에서 로버트 쿠비차(Robert Kubica)와 헤이키 코발라이넨의 앞에 들어오면서 차지했다. 쿠알라 룸푸르에서의 우승은 같은 서킷에서의 첫 우승의 다섯 번째 기념일이었다. 2008년 바레인 그랑프리에서 키미는 4번 그리드에서 출발하게 되었다. 레이스에서 3 랩에서 2위까지 올랐고 팀 메이트 펠리페 마사의 뒤에서 2위로 경기를 마쳤다. 키미는 챔피언십 경쟁에서도 1위를 달리고 있었다.

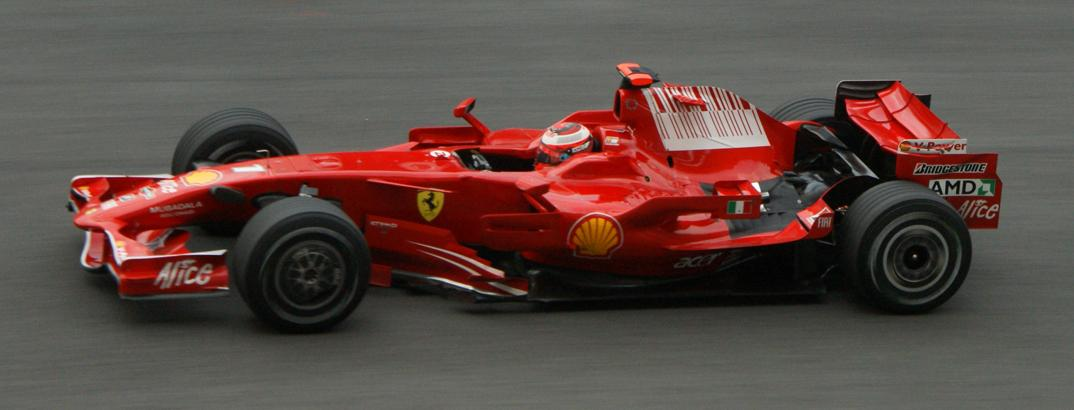
키미는 2008년 말레이시아 그랑프리에서 시즌 첫 승을 가져갔다.

스페인에서 키미는 역대 15번째이자 시즌 첫 폴포지션을 획득한다. 그리고 시즌 두 번째 우승을 거두었고 레이스에서 패스티스트 랩도 기록했다. 키미는 패스티스트 랩 보유 기록에서 미카 하키넨(Mika Häkkinen)을 추월했고 포디움 피니시에서도 통계에서 가장 높은 위치에 오른 핀란드 드라이버가 되었다.
터키에서 퀄리파잉을 4위로 마쳤다. 레이스 초반 헤이키 코발라이넨과의 충돌로 프론트 윙에 손상을 입었음에도 불구하고 키미는 패스티스트 랩을 기록하며 3위로 레이스를 마쳤다.
2008년 모나코 그랑프리에서 키미는 팀메이트 펠리페 마사에 이어 2 그리드를 차지한다. 키미는 팀의 위반 행위로 인해 드라이브-쓰루 페널티를 받기 전까지 2위를 계속 유지했고, 페널티 이후 6위로 떨어졌다. 5위까지 올랐으나 키미는 터널에서 나온 후 컨트롤을 잃고 아드리안 수틸(Adrian Sutil)의 리어 부근을 치고 만다. 키미의 머신은 심하게 손상되지 않아서 프론트 윙을 교체한 후 패스티스트 랩을 기록하며 9위로 레이스를 마쳤다. 레이스 후 포스인디아(Force India)의 CTO(Chief Technology Officer)인 마이크 개스코인은 키미의 사고에 대한 공식 항의를 제출했다고 밝혔다. 그러나 스튜어드는 그를 처벌하지 않기로 결정했다.

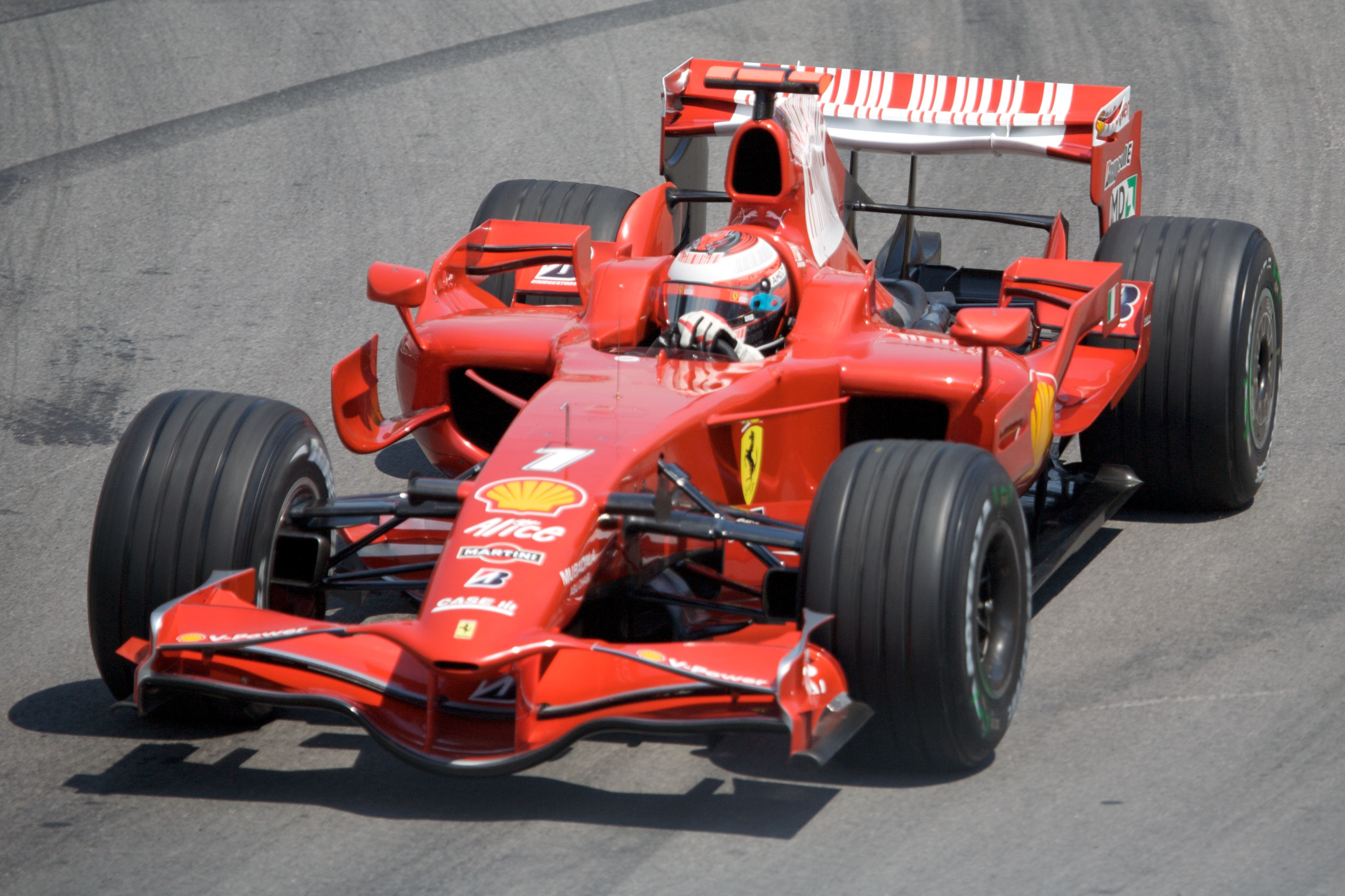
2008년 캐나다 그랑프리에서 페라리의 키미

캐나다에서 키미는 3위로 퀄리파잉을 마쳤다. 레이스에서 그는 2위의 쿠비차를 쫓으며 패스티스트 랩을 기록했다. 아드리안 수틸의 차가 위험한 장소에서 멈추면서 세이프티 카가 나왔다. 키미와 쿠비차 모두 세이프티 카 상황 중 피트인을 했고 1위의 루이스 해밀턴을 앞질렀다. 레드 플래그 상황이 되었고 키미와 쿠비차는 나란히 멈춰서 시작 사진을 기다리고 있었다. 해밀턴은 빨간 불을 보지 못하고 키미의 머신 리어 부분을 추돌해 두 드라이버 모두 레이스를 포기해야 했다.
2008년 프랑스 그랑프리에서 16 번째 폴 포지션을 잡았고 이는 페라리의 200 번째 폴포이션이었다. 키미는 패스티스트 랩 기록을 세웠고 레이스 전반을 지배했다. 그리고 뱅크 이그조스트 결함으로 엔진의 힘이 떨어지기 전까지 6초의 리드를 지키고 있었다. 키미는 팀메이트 마사에게 1위를 내주었지만 토요타의 야노 트룰리에게는 충분히 앞서 2위 자리와 8 포인트를 획득했다.
키미는 영국에서 3위로 퀄리파잉을 마쳤다. 레이스 전, 키미는 유명한 사진가 폴-헨리 카예(Paul-Henri Cahier)가 클로즈업 샷을 위해 서있을 때 땅으로 밀어 넘어뜨린 사건이 있었다. 키미의 매니저 스티브 로버슨은 카예가 카메라 렌즈로 키미와 접촉하고 키미의 물건에 발을 올리고 서는 등 방해를 하며 드라이버를 자극했다고 말했다. 그러나 카예는 이 말을 부인하였다. 레이스는 웻 컨디션에서 시작되었고 키미는 해밀턴과 코발라이넨 뒤에서 3위를 유지했다. 코발라이넨이 스핀한 틈을 타 2위로 올라섰다. 그리고 해밀턴을 쫓기 시작했고 패스티스트 랩을 기록했다. 첫 번째 피트스탑 과정에서 페라리는 트랙이 말라가길 희망하여 인터미디에이트 타이어를 교환하지 않았다. 그러나 또 한 번 비가 내렸고 키미는 빠르게 페이스를 잃기 시작해 6위까지 떨어진 후 새 타이어로 교환하기 위해 피트인을 했다. 그리고 4위로 마무리 했다.
독일에서 6 그리드에서 레이스를 시작해 첫 코너에서 한 단계 내려앉았다. 티모 글록(Timo Glock)의 사고로 세이프티 카가 나오고 키미는 5위로 달리고 있었다. 팀메이트 펠리페 마사는 키미의 앞에 있었고, 그 결과 키미는 마사가 피트스탑을 하고 나온 후를 기다릴 수 밖에 없었다. 그리고 12위까지 순위가 떨어졌다가 마지막에는 6위로 들어왔다.
헝가리에서 키미는 또 한 번 6 그리드에서 출발하였다. 레이스 시작과 함께 알론소에게 자리를 내주었으나 해밀턴의 타이어 펑쳐와 피트스탑에서 알론소를 추월하고 엔진 문제로 마사가 리타이어 하면서 3위로 경기를 마쳤다.

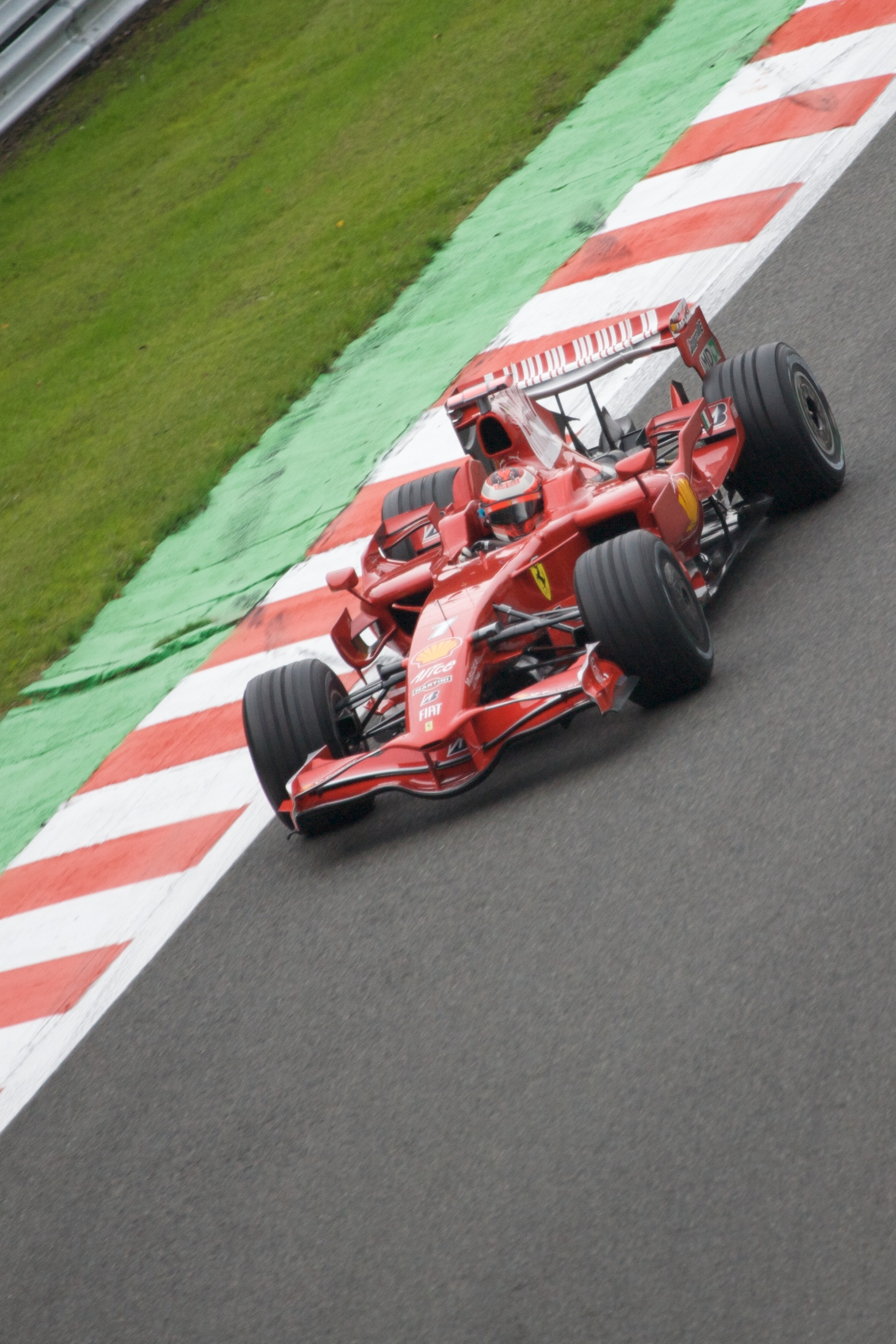
키미는 2008년 벨기에 그랑프리에서 두 랩을 남기고 루이스 해밀턴과 충돌했다

유럽 그랑프리에서 키미는 4 그리드에서 시작해 코발라이넨에게 자리를 내준다. 두 번째 피트스탑이 이루어질 때까지 5위에 머물렀다. 피트스탑 과정에서 연료 공급 호스가 차에서 완전히 빠지지 않았을 때 출발해 메카닉 한 명의 발이 골절상을 당했다. 2 랩 후, 이 전 레이스에서 마사가 겪었던 비슷한 엔진 이상을 겪는다. 엔진의 커넥팅 로드가 망가져 리타이어 하게 된다.
벨기에에서 키미는 4 그리드에서 출발했다. 스타트에서 코발라이넨과 마사를 추월해 2위로 올라갔고 2 랩에서 해밀턴에게서 1위를 빼앗았다. 패스티스트 랩을 기록하며 5 초의 간격을 벌렸다. 그러나 경기 후반 비가 내리면서 해밀턴이 가까이 붙었고 2 랩을 남기고 마지막 시케인에서 키미를 추월하려고 했다. 해밀턴은 시케인을 가로질러 키미 앞으로 트랙에 복귀하였다. 키미에게 자리를 다시 내어주었지만 다시 추월했다. 이 둘은 남은 랩 동안 계속해서 배틀을 했다. 키미는 백마커 니코 로즈버그가 앞에 있는 틈을 타 다시 선두에 나섰고 해밀턴은 이를 방어하려다 잔디로 미끄러졌다. 키미는 다음 코너에서 스핀하며 다시 해밀턴의 뒤로 떨어졌다. 해밀턴을 다시 잡으려고 하던 중 크게 스핀하며 벽과 부딪혀 마지막 랩에서 리타이어 하고 만다. 해밀턴은 1위로 들어왔으나 경기 후 키미와의 배틀에서 시케인을 숏컷 한 것에 페널티가 가해서 마사가 1위가 된다. 키미는 아쉽게 우승을 놓치면서 아일톤 세나의 스파 4연패 기록과 타이 기록을 세울 수 있던 기회를 놓치고 만다.
이탈리아는 엄청난 웻 컨디션에서 치러졌다. 키미는 14 그리드에서 출발하게 되었고 두 번째 피트스탑 전까지 14위를 유지했다. 이후 9위까지 순위를 올렸고 경기 후반에 패스티스트 랩을 기록했다.
싱가포르는 포뮬러 원 역사 상 첫 밤 경기로 치러졌다. 키미는 마사와 해밀턴 뒤로 3 그리드에서 출발하였고 초반에는 3위를 계속 유지하였다. 14 랩에서 넬슨 피케 주니어(Nelson Piquet, Jr.)의 르노머신이 턴17에서 벽을 받으며 세이프티 카가 나오게 되었다. 두 페라리 드라이버들은 모두 세이프티 카 상황에서 차례대로 피트스탑을 했다. 키미는 복잡한 피트레인에서 마사의 뒤에 이어 기다리고 있었다. 페라리는 마사를 연료 공급 호스를 머신에서 제거 하기 전에 출발시키는 사고를 일으켰고 이는 키미에게도 영향을 미쳐 16위로 다시 트랙에 복귀하게 되었다. 키미는 5위까지 순위를 올렸으나 57 랩에서 티모 글록을 공격하는 중에 턴10에서 벽에 추돌해 리타이어 하고 말았다. 시즌 열 번째 패스티스트 랩 기록을 달성했다. 이것은 2004년 미하엘 슈마허의 한 시즌 패스티스트 랩 기록과 타이를 이루는 기록이었다.
후지 스피드웨이에서 열린 일본 그랑프리에서 키미는 해밀턴 뒤, 2 그리드에서 출발해 스타트에서 선두로 나섰다. 턴01에서 해밀턴은 안 쪽으로 추월하려고 시도했고 늦게 브레이크 타이밍이 늦어 크게 돌아 갔고 키미도 제대로 턴을 공략할 수 없게 만들었다. 키미는 크게 흔들려 7위까지 떨어지게 되었다. 해밀턴과 마사의 충돌과 코발라이넨의 유압기 문제, 그리고 야노 트룰리를 추월하면서 순위를 회복했다. 그리고 르노의 알론소와 BMW 자우버의 쿠비차에 이어 3위로 레이스를 마쳤다. 그 결과 키미는 이 년 연속 드라이버 챔피언십 타이틀 획득이 불가능해졌다.
중국에서 키미는 해밀턴 뒤 2 그리드에서 출발했고 팀페이트인 월드 챔피언 도전자 마사가 그 뒤 3위를 차지하고 있었다. 그러나 키미는 월드 챔피언십 경쟁에서 이미 멀어졌기 때문에 키미는 49 랩에서 마사가 앞서 갈 수 있게 비켜줘 월드 챔피언십 경쟁에서 해밀턴에 대항할 수 있도록 추가로 2 포인트를 얻을 수 있게 도움을 주었다.
브라질에서 키미는 3 그리드에서 출발해 같은 순위로 레이스를 마쳤다. 마사와 알론소가 앞서 있었다. 쿠비차가 포인트 획득에 실패하면서 챔피언십에서 3위에 올랐다.
키미는 DHL 패스티스트 랩 어워드에서 이 년 연속 수상했다. 시즌 동안 열 개의 패스티스트 랩 기록을 세웠다.

##### 2009

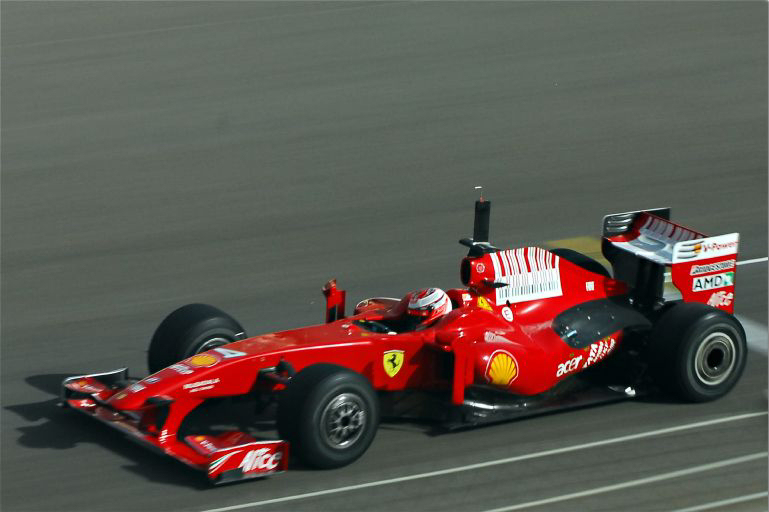
키미가 페라리 F60을 시험하고 있다.

2009년 시즌은 호주에서 시작하였다. 키미는 9 그리드에서 레이스를 펼치게 되었다. 페라리와 맥라렌의 페이스는 브라운에 비해 심각하게 느려 보였다. 두 페라리는 모두 잘 달리고 있었으나, 키미가 배리어를 받으며 계획에 없던 피트스탑을 랩 43에 가져가게 되었고 그 후 디퍼런셜 문제로 리타이어 했다.

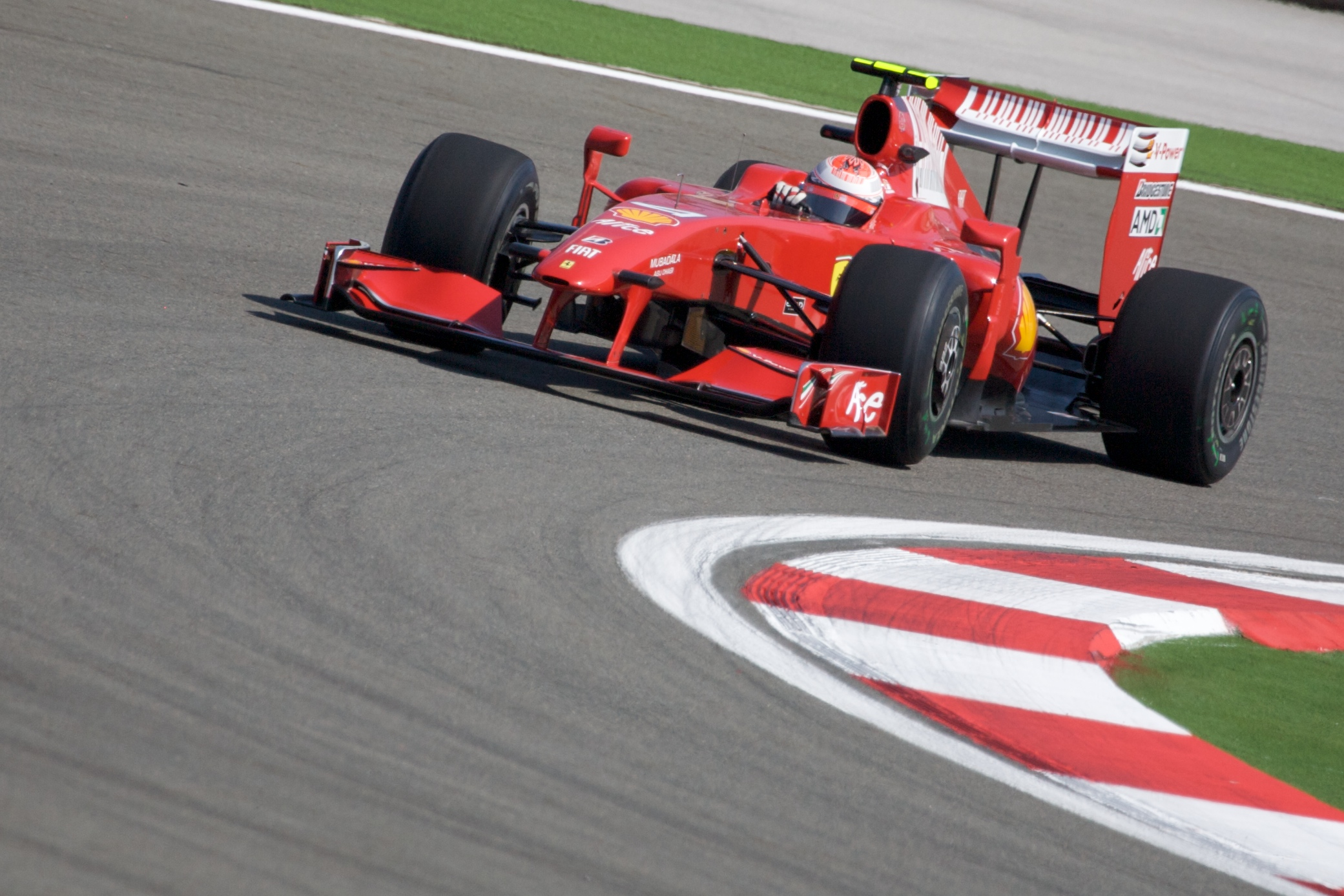
2009년 터키 그랑프리의 키미.

말레이시아에서 키미는 두 번째 연습 세션에서 맨 위에 이름을 올렸다. 키미는 퀄리파잉에서 9위를 기록했다. 제바스티안 페텔과 루벤스 바리첼로의 10 그리드와 5 그리드 페널티로 키미는 7 그리드에서 레이스를 시작하였다. 레이스에서 비가 예보되어 팀은 트랙은 말라 있었지만 풀 웻 타이어로 교체라는 도박을 했다. 그러나 도박은 대가를 받지 못하게 되었고 키미는 뒤쳐졌다. 33 랩에서 엄청난 폭우로 레이스가 중단되었고 키미는 14위었다.
키미의 시즌은 세 번째 라운드인 중국에서도 잘 풀리지 않았다. 퀄리파잉에서 8위를 기록했다. 웻 레이스에서 키미와 루이스 해밀턴은 초반부터 배틀을 시작했고 해밀턴은 키미를 세 번이나 추월했다. 키미는 스타트에서 엔진의 파워 로스에 대해 불만을 표했고 한 번의 피트스탑 후 그립 부족에 대해서도 불평했다. 키미는 10위로 레이스를 마치게 되었다. 바레인에서 키미는 6위를 지켰고 페라리에게 시즌 첫 포인트를 가져다 주었다. 그러나 팀의 성과에 대해 실망하였다. 스페인에서는 유압계 문제로 퀄리파잉 후 리타이어 했다.
모나코에서 키미는 퀄리파잉에서 2위를 기록, 페라리와 키미의 시즌 최고의 퀄리파잉 기록을 냈다. 브라운의 젠슨 버튼에 밀려 아깝게 폴 포지션을 놓친 것에 실망한다고 말했다. 키미는 스타트에서 바리첼로에게 자리를 내주고 3위로 떨어졌고 이 순위로 체커기를 받았다.
2009년 터키 그랑프리에서 키미는 6위로 퀄리파잉을 마쳤다. 레이스 첫 랩에서 프론트 윙에 손상을 입으며 9위로 레이스를 마쳤고 포인트를 얻지 못했다. 영국에서는 9 그리드에서 시작했으나 좋은 스타트로 5위까지 올랐다. 그러나 피트스탑에서 트래픽에 걸려 8위로 떨어져 이 순위로 레이스를 마쳤다.
독일에서 키미는 9 그리드에서 레이스를 시작했다. 포스인디아의 아드리안 수틸과 지난 시즌의 모나코에서와 비슷하게 충돌했다. 수틸은 피트에서 노즈콘을 교체해야 했고, 키미는 몇 랩 후 충돌로 인한 라디에이터 손상으로 리타이어 할 수 밖에 없었다.
헝가리에서 키미는 자신과 페라리의 시즌 최고 기록인 2위를 기록했다. 7 그리드에서 시작해 첫 코너 이후 4위까지 올라갔다. 알론소가 이런 첫 번째 피트스탑에서 리타이어를 했고 키미는 3위로 오른다. 키미는 첫 피트스탑에서 마크 웨버와 같은 랩에서 피트인 하여 피트스탑에서 추월해 2위를 차지했다. 키미는 깨끗한 피트스탑을 했으나 웨버는 문제가 있었고 페라리가 나가는 길에 함께 나오게 되었다. 키미와 웨버는 충돌은 피했지만 웨버는 키미 뒤로 들어올 수 밖에 없었다. 두 번째 피트스탑에서 키미는 이그조스트 파이프에 문제가 있었지만 웨버와 차이를 많이 벌려 놓았기 때문에 2위를 지킬 수 있었다.
유럽 그랑프리에서 키미는 6 그리드에서 출발해 스타트에서 4위까지 뛰어오른다. 그리고 두 번째 피트스탑에서 헤이키 코발라이넨을 추월하며 마지막 포디움 자리를 확보했다. 그리고 2 회 연속으로 포디움에 오르게 되었다.
벨기에에서 6 그리드에서 출발해 스타트에서 2위까지 올랐다. 세이프티 카 상황이 끝난 후 키미는 지안카를로 피지켈라를 추월했고 25번의 레이스 만에 승리를 거머쥔다. 그리고 이 승리는 2009년 시즌 페라리의 유일한 승리였다. 이것은 키미의 최근 다섯 번의 벨기에 그랑프리에서 네 번째 우승이었다. 이 승리로 "스파의 왕"이라는 명성이 더욱 높아지게 되었다.
키미는 이탈리아에서 계속 좋은 기세를 이어갔고, 퀄리파잉과 레이스 모두 3위로 마쳤다. 이것은 4회 연속 포디움 피니시였다.

## 같이 보기
- 세계 랠리 선수권 대회
- 포뮬러 원
- 포뮬러 원 월드 챔피언십 목록